# Arytmetyka modularna
Arytmetyka modularna, arytmetyka reszt – system liczb całkowitych, w którym liczby „zawijają się” po osiągnięciu pewnej wartości nazywanej modułem, często określanej terminem modulo (skracane mod). Pierwszy pełny wykład arytmetyki reszt przedstawił Carl Friedrich Gauss w Disquisitiones Arithmeticae („Badania arytmetyczne”, 1801).
Arytmetyka modularna pojawia się wszędzie tam, gdzie występuje powtarzalność i cykliczność; dotyczy ona samego mierzenia czasu i jako taka jest podstawą działania kalendarza (zob. dalej). Ponadto korzysta się z niej w teorii liczb, teorii grup, kryptografii, informatyce, przy tworzeniu sum kontrolnych, a nawet przy tworzeniu ornamentów. Zasada działania szyfru RSA oraz Test Millera-Rabina opierają się na własnościach mnożenia w arytmetyce modularnej liczb całkowitych.

## Motywacja

Wskazania zegara 12-godzinnego jako przykład zastosowania arytmetyki modularnej.

Przykładem może być zegar 24-godzinny, w którym doba podzielona jest na 24 godziny numerowane od 0 do 23. Każdej z nich można jednoznacznie przyporządkować okres w ciągu doby, który minął od godziny 0:00 do tej właśnie godziny – np. godzinie 7:00 można przyporządkować okres 7 godzin – można sobie wyobrażać, że w pewnym momencie ustawiono wskazówkę na 7 godzinie. W ten sposób jeśli zegar wskazuje godzinę 20:00, to znaczy, że od godziny 0:00 minęło 20 godzin; podobnie jeśli zegar wskazuje godzinę 8:00, to oznacza, że godzina 0:00 była dokładnie 8 godzin temu.
Jeżeli weźmie się jednak pod uwagę okresy dłuższe niż jedna doba, to wspomniane przyporządkowanie nie jest jedynym możliwym: jeśli teraz jest godzina 0:00, to godzinę 4:00 zegar będzie wskazywać tak po 4 godzinach, jak i po 28 godzinach – ogólnie będzie on wskazywał tę samą godzinę po upływie dowolnej liczby pełnych dób (wielokrotności 24 godzin), czyli: wskazania zegara 24-godzinnego powtarzają się co 24 godziny.
Obserwacje dotyczące wskazań zegara po dwóch okresach umożliwiają określenie wskazania zegara po upływie czasu równego sumie długości tych okresów: jeżeli zegar wskazywał godzinę 0:00 i upłynęło 19 godzin (wskazuje więc on godzinę 19:00), a następnie kolejne 8 godzin (zegar nastawiony na 0:00 wskazywałby po tym czasie godzinę 8:00), to zegar nie będzie wskazywał godziny „27:00”, lecz godzinę 3:00 – tak, jak gdyby od 0:00 minęły tylko 3 godziny.
Można więc wprowadzić następujące dodawanie wskazań zegara: sumą dwóch godzin jest godzina, którą wskazywałby zegar po upływie okresu od 0:00 do pierwszej z godzin powiększonego o okres, który upłynąłby od 0:00 do drugiej z godzin. Oznacza to, że jeżeli okres jest niemniejszy niż 24 godziny, to zegar wskazywać będzie godzinę równą temu okresowi pomniejszonemu o okres 24 godzin. W ten sposób sumą godzin 12:00 i 21:00 jest godzina 9:00 (a nie 33:00). Cofaniu zegara odpowiadałyby „ujemne” okresy, tym zaś „ujemne” wskazania zegara: okresowi −7 godzin (7 godzin wstecz) odpowiada wskazanie zegara sprzed 7 godzin, gdy wskazuje on w tym momencie godzinę 0:00 – na zegarze 24-godzinnym jest to godzina 17:00. Dlatego też różnicą godzin 3:00 i 4:00 jest godzina 23:00 (a nie −1:00).
Upływ czasu liczy się więc zgodnie z arytmetyką liczb całkowitych, z kolei wskazania zegara są zgodne z arytmetyką modularną o module 24: mierzenie czasu na zegarze rozpoczyna się o godzinie 0:00 „zerując się” po osiągnięciu 24:00, z kolei gdy wskazówka zegara cofa się mijając godzinę 0:00, zegar wskazuje godzinę wcześniejszą niż 24:00.
W ten sam sposób można rozpatrywać obliczenia na dniach tygodnia (wykonywane modulo 7) lub na miesiącach (modulo 12). Prawa działań na liczbach takie jak liczba nieparzysta + liczba parzysta = liczba nieparzysta (zob. parzystość liczb) dają się opisać za pomocą arytmetyki modulo 2.

## Wprowadzenie
Zgodnie z powyższą intuicją można wprowadzić w zbiorze {\displaystyle \{0,1,\dots ,n-1\}} uproszczony model arytmetyki modulo {\displaystyle n} definiując działania:
- dodawania {\displaystyle \oplus _{n}} wzorem
{\displaystyle a\oplus _{n}b={\begin{cases}a+b,&{\mbox{gdy }}a+b<n;\\a+b-n,&{\mbox{gdy }}a+b\geqslant n;\end{cases}}}
- brania liczby przeciwnej {\displaystyle \ominus _{n}} wzorem
{\displaystyle \ominus _{n}c={\begin{cases}-c+n,&{\mbox{gdy }}c>0;\\0,&{\mbox{gdy }}c=0.\end{cases}}}

W ten sposób uzyskuje się również naturalnie określone działanie
- odejmowania {\displaystyle a\ominus _{n}b:=a\oplus _{n}(\ominus _{n}b)} wzorem
{\displaystyle a\ominus _{n}b={\begin{cases}a-b,&{\mbox{gdy }}a-b\geqslant 0,{\mbox{ czyli }}a\geqslant b;\\a-b+n,&{\mbox{gdy }}a-b<0,{\mbox{ czyli }}a<b.\end{cases}}}

Jak zauważono wyżej dodanie wielokrotności {\displaystyle n} nie zmienia wyniku działania dodawania (odejmowania) modularnego:
{\displaystyle (a+kn)\oplus _{n}b=a\oplus _{n}(b+kn)=a\oplus _{n}b}
dla dowolnych liczb całkowitych {\displaystyle a,b,k.}
Przykład
Działania te zgodne są z intuicyjnym rozumieniem arytmetyki pomiaru czasu na zegarze 24-godzinnym: dla {\displaystyle n=24} zachodzą równości
- {\displaystyle 7\oplus _{24}8=15,}
- {\displaystyle 3\ominus _{24}13=3-13+24=14.}

Dalej zamiast {\displaystyle a\oplus _{n}b} stosowane będzie oznaczenie {\displaystyle [a+b]_{n},} z kolei {\displaystyle \ominus _{n}c} będzie oznaczane {\displaystyle [-c]_{n},} gdzie działania dodawania i odejmowania w nawiasach kwadratowych są zwykłymi działaniami arytmetycznymi liczb całkowitych, zaś symbol {\displaystyle [\ ]_{n}} oznaczać będzie dodanie bądź odjęcie wielokrotności liczby {\displaystyle n} tak, by zawartość nawiasu należała do zbioru {\displaystyle \{0,\dots ,n-1\}.} Innymi słowy operacja {\displaystyle [c]_{n}} oznacza wzięcie reszty z dzielenia liczby {\displaystyle c} przez {\displaystyle n.}

## Przystawanie
Relację {\displaystyle \equiv _{n}} utożsamiającą ze sobą liczby o tej samej reszcie z dzielenia przez {\displaystyle n,} tzn. relację daną wzorem
{\displaystyle a\equiv _{n}b} wtedy i tylko wtedy, gdy {\displaystyle [a]_{n}=[b]_{n},}
nazywa się przystawaniem bądź kongruencją o module (modulo) {\displaystyle n.} Jeśli liczby {\displaystyle a} i {\displaystyle b} dają tę samą resztę z dzielenia przez {\displaystyle n,} to ich różnica {\displaystyle a-b} jest wielokrotnością liczby {\displaystyle n} lub równoważnie {\displaystyle n} jest dzielnikiem {\displaystyle a-b.} Wspomniane dwa sformułowania są często przyjmowanymi definicjami przystawania. Innym sposobem zapisu relacji {\displaystyle a\equiv _{n}b} jest {\displaystyle a=b\ ({\bmod {\ }}n),} a nawet {\displaystyle a=b\ (n).} Jeśli nie będzie prowadzić to do nieporozumień, w dalszej części artykułu indeks {\displaystyle n} przy symbolach {\displaystyle [\ ]_{n}} oraz {\displaystyle \equiv _{n}} będzie pomijany.
W ten sposób ostatni wzór z powyższej sekcji można zapisać następująco:
{\displaystyle [a+b+kn]=[a+b],}
a więc
{\displaystyle a+b+kn\equiv a+b}
dla dowolnej liczby całkowitej {\displaystyle k.} Wzór ten oznacza więc także, że przystawanie utożsamia ze sobą liczby różniące się o wielokrotność ustalonej liczby {\displaystyle n,} tzn. dla każdej liczby całkowitej {\displaystyle c} zachodzi
{\displaystyle c+kn\equiv c,}
gdzie {\displaystyle k} jest dowolną liczbą całkowitą.
Przykład
Jeśli {\displaystyle n=24,} to
{\displaystyle 57\equiv 9,}
gdyż resztą z dzielenia 57 przez 24 oraz 9 przez 24 jest liczba 9; równoważnie
{\displaystyle [57]=[9],}
ponieważ {\displaystyle 57-9=48=2\cdot 24} jest podzielne przez {\displaystyle 24.}
W liczbach całkowitych oprócz działania dodawania i brania liczby przeciwnej (odejmowania) wyróżnione jest działanie mnożenia (w liczbach całkowitych dzielenie jest nieokreślone – w ogólności iloraz liczby całkowitej i niezerowej liczby całkowitej nie zawsze jest liczbą całkowitą, zob. wewnętrzne działanie dwuargumentowe). Oprócz działania dodawania {\displaystyle [a+b]} ma więc sens rozważanie działanie mnożenia {\displaystyle [a\cdot b],} można więc przyjąć
{\displaystyle [a\cdot b+kn]=[a\cdot b],}
czyli
{\displaystyle a\cdot b+kn\equiv a\cdot b.}
Skoro przystawanie utożsamia liczby różniące się o pewną wielokrotność modułu {\displaystyle n} (tzn. zegar wskazuje tę samą godzinę po upływie wielokrotności 24 godzin), to można wymagać, by wynik dodawania, czy mnożenia nie zależał od wielokrotności modułu, a jedynie od reszty z dzielenia (by wynik działań na wskazaniach zegara nie zależał od czasu, który upłynął, by zegar osiągnął wskazania będące argumentami). Innymi słowy, jeśli zachodzą przystawania
{\displaystyle a\equiv b} i {\displaystyle c\equiv d,}
to
{\displaystyle a+c\equiv b+d}
oraz
{\displaystyle ac\equiv bd.}
Dla {\displaystyle a\equiv b} i dowolnej liczby całkowitej {\displaystyle c} zachodzą ponadto wzory
{\displaystyle a\pm c\equiv b\pm c,}
gdyż {\displaystyle n} dzieli {\displaystyle a-b=(a+c)-(b+c)=(a-c)-(b-c)} oraz
{\displaystyle ac\equiv bc,}
ponieważ skoro {\displaystyle n} dzieli {\displaystyle a-b,} to dzieli także {\displaystyle c(a-b)=ac-bc.}
Powyższe wzory oznaczają więc, że kongruencje o tym samym module można dodawać, odejmować i mnożyć stronami oraz przenosić wyrazy z jednej strony kongruencji na drugą zmieniając przy tym ich znaki. Można również podnieść obie strony kongruencji do tej samej potęgi (o naturalnym wykładniku). Niepoprawne jest jednak dzielenie kongruencji stronami, ani skracanie wspólnego dla obu stron dzielnika. Jeśli {\displaystyle ad\equiv bd,} to {\displaystyle n} dzieli {\displaystyle ad-bd=d(a-b).} Jeżeli {\displaystyle n} i {\displaystyle d} są względnie pierwsze, to {\displaystyle n} musi dzielić {\displaystyle a-b,} a więc {\displaystyle a\equiv b.} Zatem dzielenie obu stron przez wspólny dzielnik jest poprawne jedynie wtedy, gdy jest on względnie pierwszy z modułem.

## Pierścień klas reszt

### Klasy reszt
Niech {\displaystyle a,b,c} będą dowolnymi liczbami całkowitymi. Kongruencja modulo {\displaystyle n} jest relacją równoważności, tzn. jest
- zwrotna:
{\displaystyle a\equiv a,}
- symetryczna:
{\displaystyle a\equiv b} pociąga {\displaystyle b\equiv a,}
- przechodnia:
jeśli {\displaystyle a\equiv b} oraz {\displaystyle b\equiv c,} to {\displaystyle a\equiv c.}

Jak każda relacja równoważności, przystawanie wprowadza Podział zbioru (w tym wypadku liczb całkowitych) na podzbiory nazywane klasami reszt lub klasami kongruencji, które zawierają liczby dające tę samą resztę z dzielenia przez moduł i różniące się przy tym o jego wielokrotność; klas jest tyle, ile wynosi moduł przystawania. W dalszym ciągu podzbiory te będą oznaczane symbolem {\displaystyle [i],} gdzie {\displaystyle i} jest dowolną liczbą należącą do tego zbioru nazywaną reprezentantem tej klasy (zwykle jest nią najmniejsza nieujemna liczba z tego zbioru). Z własności relacji równoważności każda liczba całkowita należy do dokładnie jednej klasy reszt.

### Działania
Dwie klasy reszt dodaje się wybierając z każdej z nich po jednym reprezentancie, odpowiednio {\displaystyle x} oraz {\displaystyle y;} wynikiem jest klasa reszt, do której należy {\displaystyle x+y.} Okazuje się, że wynik takiego dodawania nie zależy od wyboru reprezentantów {\displaystyle x} i {\displaystyle y.}
Przykład
Jeśli {\displaystyle n=4,} to klasy reszt są zbiorami:
{\displaystyle [0]:=\{\dots ,-4,0,4,8,12,\dots \},}
{\displaystyle [1]:=\{\dots ,-3,1,5,9,13,\dots \},}
{\displaystyle [2]:=\{\dots ,-2,2,6,10,14,\dots \},}
{\displaystyle [3]:=\{\dots ,-1,3,7,11,15,\dots \}.}
Chcąc dodać {\displaystyle [2]} do {\displaystyle [3]} wystarczy wybrać po jednym elemencie z każdej z nich, np. {\displaystyle 2} i {\displaystyle 7} – wynikiem jest klasa zawierająca {\displaystyle 2+7=9,} tzn. klasa {\displaystyle [9]=[1].} Jeżeli wybrać przy dodawaniu {\displaystyle 10} i {\displaystyle 3,} to wynik byłby taki sam: ta sama klasa reszt zawiera liczbę {\displaystyle 13.}
W taki sam sposób można zdefiniować mnożenie, które również jest określone jednoznacznie.
Przedstawione wyżej działania na klasach reszt mają regularne własności:
- dodawanie i mnożenie jest przemienne i łączne;
- dodawanie ma element neutralny {\displaystyle [0]=\{\dots ,-2n,-n,0,n,2n,\dots \};}
- mnożenie ma element neutralny {\displaystyle [1]=\{\dots ,-n+1,1,n+1,2n+1,\dots \};}
- mnożenie jest rozdzielne względem dodawania.

Struktura o tych własnościach nazywana jest pierścieniem przemiennym z jedynką.

### Definicja
Niech {\displaystyle \equiv } będzie relacją przystawania modulo {\displaystyle n,} gdzie {\displaystyle n} jest dowolną nieujemną liczbą całkowitą. Niech {\displaystyle [a]} oznacza klasę abstrakcji odpowiadającą liczbie {\displaystyle a.} W zbiorze ilorazowym {\displaystyle \mathbb {Z} /\equiv } wprowadza się działania dodawania i mnożenia klas reszt (dziedziczone z pierścienia liczb całkowitych) wzorami
{\displaystyle [a]\oplus [b]=[a+b],}
{\displaystyle [a]\odot [b]=[a\cdot b].}
Zbiór {\displaystyle \mathbb {Z} /\equiv } wraz z działaniami {\displaystyle \oplus } i {\displaystyle \odot } nazywa się pierścieniem klas reszt modulo {\displaystyle n} i oznacza symbolami {\displaystyle \mathbb {Z} _{n}} lub {\displaystyle \mathbb {Z} (n),} przy czym symbole {\displaystyle \oplus } i {\displaystyle \odot } zastępuje się zwykle zwyczajowymi {\displaystyle +} oraz {\displaystyle \cdot ,} co zostanie uczynione w dalszej części artykułu. Ponadto podając elementy pierścienia {\displaystyle \mathbb {Z} _{n}} opuszcza się niekiedy nawiasy i wybiera najmniejszego nieujemnego reprezentanta, tj. liczbę ze zbioru {\displaystyle \{0,1,\dots ,n-1\},} którą można znaleźć biorąc resztę z dzielenia dowolnego reprezentanta przez {\displaystyle n.} Innymi słowy utożsamia się w naturalny sposób elementy pierścienia {\displaystyle \mathbb {Z} _{n}} z odpowiadającymi im elementami pierścienia {\displaystyle \mathbb {Z} .}
Na mocy twierdzenia o homomorfizmie dla pierścieni operator {\displaystyle [\ ]_{n}} brania klas reszt modulo {\displaystyle n} jest homomorfizmem pierścienia {\displaystyle \mathbb {Z} } w pierścień {\displaystyle \mathbb {Z} _{n},} który przypisuje liczbie całkowitej jej resztę z dzielenia przez {\displaystyle n.} Jądrem tego homomorfizmu jest ideał {\displaystyle n\mathbb {Z} ,} czyli wszystkie liczby podzielne przez {\displaystyle n,} zaś obrazem są liczby ze zbioru {\displaystyle \{0,\dots ,n-1\}.} To samo twierdzenie o homomorfizmie zapewnia, że iloraz {\displaystyle \mathbb {Z} } przez {\displaystyle n\mathbb {Z} } jest izomorficzny z wyżej zdefiniowanym pierścieniem klas reszt modulo {\displaystyle n.} Stąd też pochodzi alternatywne oznaczenie {\displaystyle \mathbb {Z} /n\mathbb {Z} } tego pierścienia; ponieważ ideał {\displaystyle n\mathbb {Z} } oznacza się również symbolem {\displaystyle (n),} to spotyka się również oznaczenie {\displaystyle \mathbb {Z} /(n).} W ten sposób konstrukcje dzielenia pierścienia liczb całkowitych przez relację przystawania modulo {\displaystyle n} i dzielenia go przez ideał {\displaystyle n\mathbb {Z} } są równoważne z punktu widzenia algebry.
Pierścień {\displaystyle \mathbb {Z} _{0}} jest izomorficzny z pierścieniem {\displaystyle \mathbb {Z} ,} przypadek ten omawia się szerzej w artykule dotyczącym liczb całkowitych.

### Własności
Elementem neutralnym dodawania w {\displaystyle \mathbb {Z} _{n}} jest {\displaystyle [0],} elementem przeciwnym do {\displaystyle [k]} jest {\displaystyle [-k]=[n-k],} elementem neutralnym mnożenia jest {\displaystyle [1].}
Element {\displaystyle [k]} pierścienia {\displaystyle \mathbb {Z} _{n}} jest odwracalny wtedy i tylko wtedy, gdy liczba całkowita {\displaystyle k} jest względnie pierwsza z {\displaystyle n.} Wynika to z faktu, iż można dobrać takie liczby całkowite {\displaystyle a,b,} dla których zachodzi {\displaystyle an+bk=1;} wtedy {\displaystyle bk\equiv 1,} czyli {\displaystyle [b][k]=1,} co oznacza, iż {\displaystyle [k]} ma odwrotność {\displaystyle [b].} Jeżeli {\displaystyle n} i {\displaystyle k} mają wspólny dzielnik {\displaystyle a>1,} tj. {\displaystyle n=ab,} i {\displaystyle k=ac,} to {\displaystyle [k][b]=[ac][b]=[abc]=0,} co oznacza, że {\displaystyle [k]} jest dzielnikiem zera.
Wynika stąd, że jeżeli {\displaystyle n} jest liczbą pierwszą, to w pierścieniu {\displaystyle \mathbb {Z} _{n}} jedynym dzielnikiem zera jest {\displaystyle [0].} W przeciwnym wypadku istnieją nietrywialne dzielniki zera. Dlatego pierścień {\displaystyle \mathbb {Z} _{n}} jest ciałem wtedy i tylko wtedy, gdy {\displaystyle n} jest liczbą pierwszą.
Charakterystyka pierścienia {\displaystyle \mathbb {Z} _{n}} jest równa {\displaystyle n.} Każdą grupę abelową o skończonej liczbie generatorów można przedstawić jako sumę prostą grup {\displaystyle \mathbb {Z} _{n}} (zob. twierdzenie).

### Grupa addytywna
Grupa addytywna pierścienia {\displaystyle (\mathbb {Z} _{n},+,\cdot ),} tj. {\displaystyle (\mathbb {Z} _{n},+)} jest grupą cykliczną zwaną addytywną grupą klas reszt modulo {\displaystyle n.} W teorii grup oznacza się ją symbolami {\displaystyle \mathbb {Z} _{n}} lub {\displaystyle \mathbb {Z} /n\mathbb {Z} .}
Generatorem tej grupy jest dowolna liczba względnie pierwsza z {\displaystyle n.} Co więcej, z dokładnością do izomorfizmu, jedynymi grupami cyklicznymi są {\displaystyle (\mathbb {Z} _{n},+)} i grupa addytywna liczb całkowitych.
Prawdziwa jest też równość dotycząca rzędu elementu:
{\displaystyle \operatorname {o} (g)={\tfrac {n}{\operatorname {nwd} (g,n)}},}
gdzie {\displaystyle \operatorname {nwd} } oznacza największy wspólny dzielnik.

### Grupa multiplikatywna
Elementami odwracalnymi pierścienia {\displaystyle \mathbb {Z} _{n}} są te liczby ze zbioru {\displaystyle \{0,1,\dots ,n-1\},} które są względnie pierwsze z {\displaystyle n{:}}
{\displaystyle \mathbb {Z} _{n}^{*}={\big \{}[a]\colon \operatorname {nwd} (a,n)=1{\big \}}.}
Ich liczbę wyznacza funkcja φ Eulera. W szczególności, {\displaystyle \varphi (n)=n-1\Leftrightarrow n\in \mathbb {P} \Leftrightarrow \mathbb {Z} _{n}} jest ciałem.
Te elementy tworzą grupę, zwaną multiplikatywną grupą klas reszt modulo {\displaystyle n.} Oznaczana jest {\displaystyle \mathbb {Z} _{n}^{*},} {\displaystyle U(\mathbb {Z} _{n})} lub {\displaystyle (\mathbb {Z} /n\mathbb {Z} )^{*}.}
Element {\displaystyle a} jest generatorem grupy {\displaystyle \mathbb {Z} _{n}^{*}} wtedy i tylko wtedy, gdy liczba {\displaystyle a} jest pierwiastkiem pierwotnym liczby {\displaystyle n.} Grupa {\displaystyle \mathbb {Z} _{n}^{*}} jest zatem cykliczna wtedy i tylko wtedy, gdy liczba {\displaystyle n} posiada pierwiastek pierwotny, a to zachodzi dokładnie wtedy, gdy {\displaystyle n=2,4,} gdy {\displaystyle n} jest potęgą nieparzystej liczby pierwszej (to znaczy postaci {\displaystyle p^{\alpha },} {\displaystyle p}-nieparzysta liczba pierwsza) lub podwojoną potęgą nieparzystej liczby pierwszej (to znaczy postaci {\displaystyle 2p^{\alpha },} {\displaystyle p}-nieparzysta liczba pierwsza). Tak więc grupa {\displaystyle \mathbb {Z} _{n}^{*}} jest cykliczna dla {\displaystyle n=2,3,4,5,6,7,9,10,11,13,14,17,18,19,22,23,25,26,27,29,31} itd.

### Pierwiastki kwadratowe z jedności
Pierwiastkiem kwadratowym z jedności modulo {\displaystyle n} nazywa się taki element {\displaystyle k\in \mathbb {Z} _{n},} dla którego zachodzi
{\displaystyle k^{2}=1.}
W dowolnym pierścieniu {\displaystyle \mathbb {Z} _{n}} pierwiastkami z jedności są {\displaystyle 1} i {\displaystyle -1.} Można udowodnić, że liczba wszystkich pierwiastków kwadratowych modulo {\displaystyle n} wynosi:
{\displaystyle 2^{f(n)+[8|n]-[2|n]+[4|n]}.}
gdzie:
- {\displaystyle [x|y]} jest równe 1, gdy {\displaystyle x} jest dzielnikiem {\displaystyle y,} 0, jeżeli nie jest;
- {\displaystyle f(n)} jest liczbą pierwszych dzielników {\displaystyle n.}

Aby sprawdzić, czy równanie {\displaystyle a^{2}=x} ma rozwiązanie, można skorzystać z własności symbolu Jacobiego.
Przykład
W pierścieniu {\displaystyle \mathbb {Z} _{60}} jest {\displaystyle 2^{3+0-1+1}=2^{3}=8} pierwiastków z jedynki:
- {\displaystyle 1\mapsto 1^{2}\equiv 1,}
- {\displaystyle 11\mapsto 11^{2}=121\equiv 1,}
- {\displaystyle 19\mapsto 19^{2}=361\equiv 1,}
- {\displaystyle 29\mapsto 29^{2}=841\equiv 1,}
- {\displaystyle 31\mapsto 31^{2}\equiv (-29)^{2}\equiv 1,}
- {\displaystyle 41\mapsto 41^{2}\equiv (-19)^{2}\equiv 1,}
- {\displaystyle 49\mapsto 49^{2}\equiv (-11)^{2}\equiv 1,}
- {\displaystyle 59\mapsto 59^{2}\equiv (-1)^{2}\equiv 1.}